# Venus från Laussel

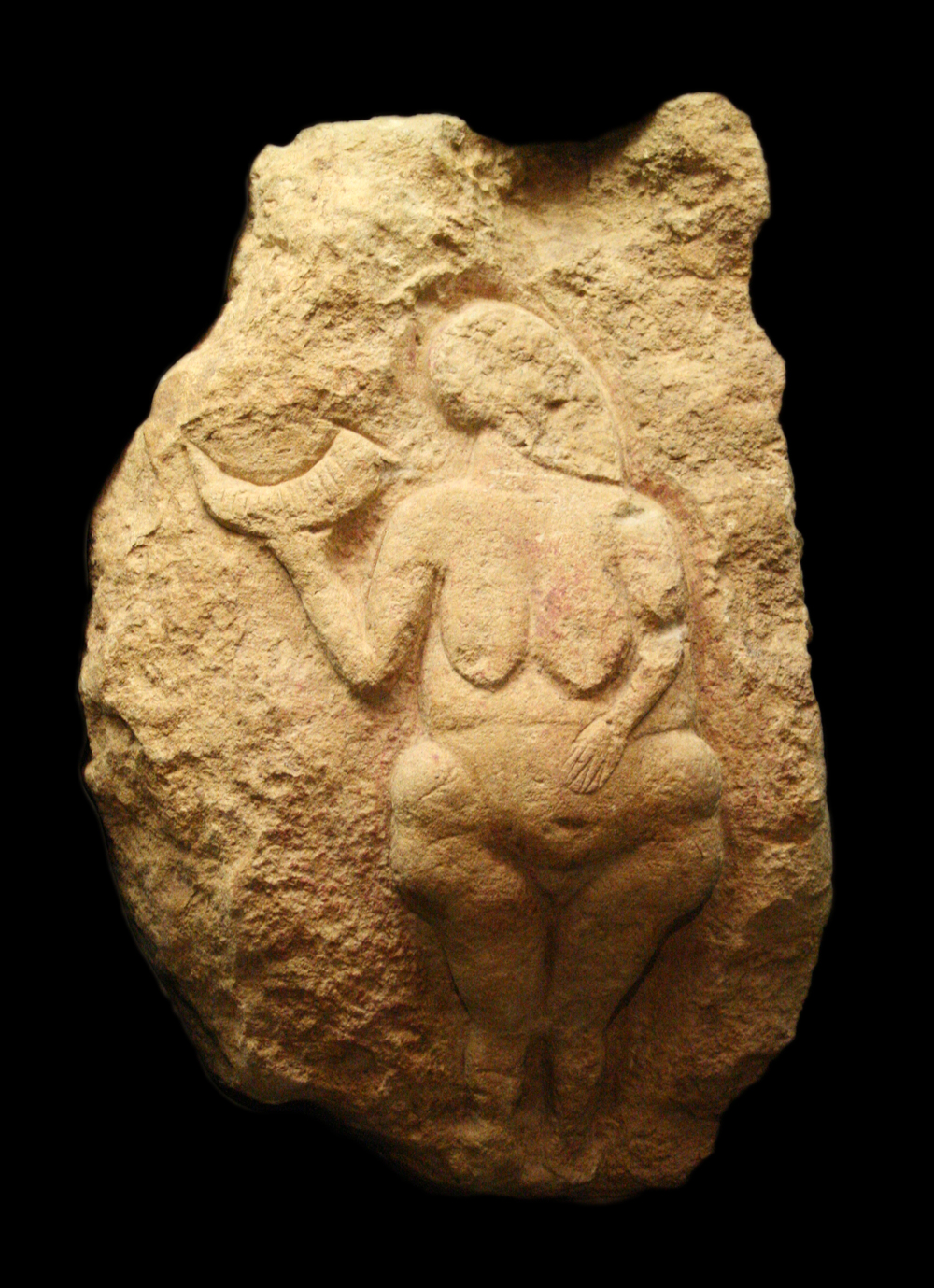
Venus of Laussel in Musée d'Aquitaine i Bordeaux

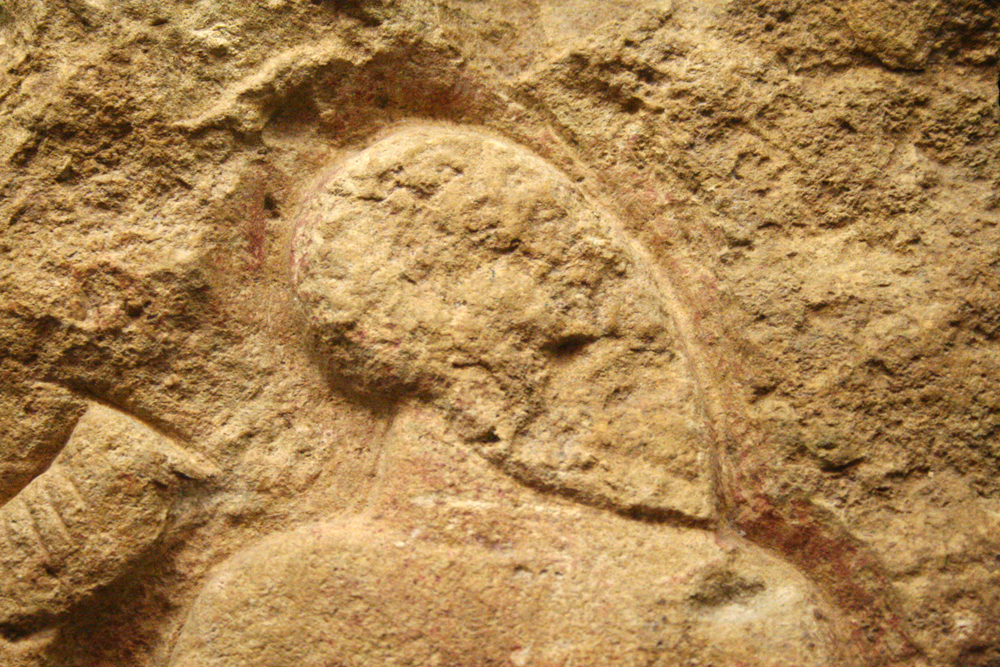
Detalj av huvudet

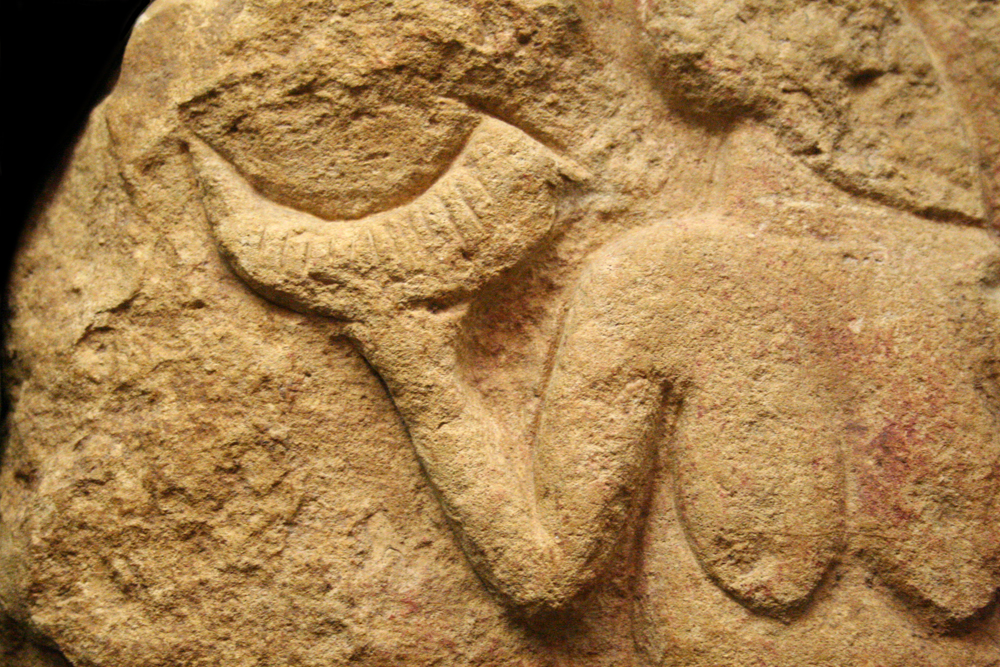
Detalj av höger arm samt hornet

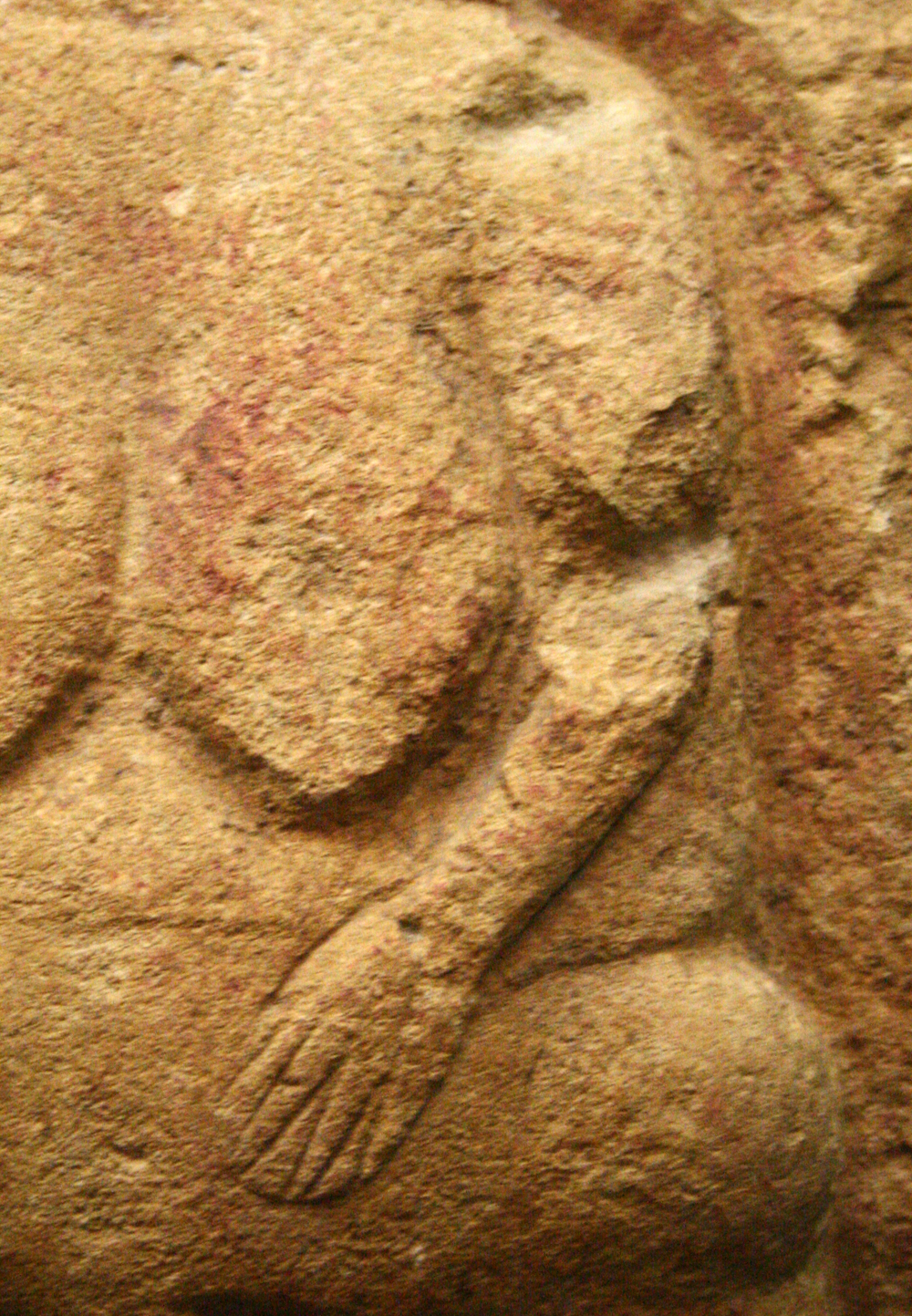
Detalj av vänster arm och hand

Venus från Laussel är en venusfigurin från gravettienkulturen, som hittats i Frankrike.
Venus från Laussel är en 54 centimeter hög och 36 centimeter bred relief i kalksten, som varit målad i ockrarött och är ungefär 25 000 år gammal. 
Figuren håller i vad som tolkats som visenthorn. Den upptäcktes 1911 av läkaren Jean-Gaston Lalanne. Den var skulpterad i ett stort block som fallit ned i en kalkstensgrotta i kommunen Marquay i departementet Dordogne i sydvästra Frankrike.
Venus från Laussel finns på Musée d'Aquitaine i Bordeaux i Frankrike.